# Holoparamecus caularum
Holoparamecus caularum is een keversoort uit de familie zwamkevers (Endomychidae). De wetenschappelijke naam van de soort werd in 1843 gepubliceerd door Charles Nicolas Aubé.
Het kevertje wordt 0,9 tot 1,2 millimeter groot.
De soort kent een bijna wereldwijde verspreiding.